# Eriosyce odieri
Eriosyce odieri là một loài thực vật có hoa trong họ Cactaceae. Loài này được (Lem. ex Salm-Dyck) Katt. mô tả khoa học đầu tiên năm 1994.

## Hình ảnh

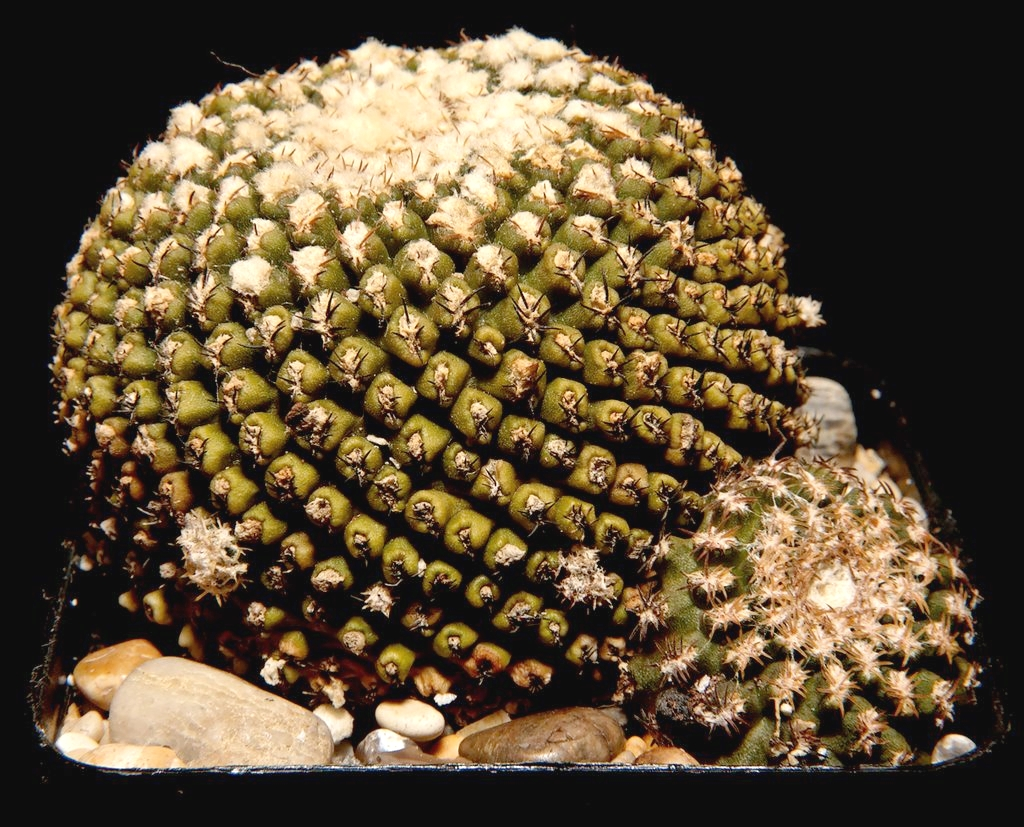
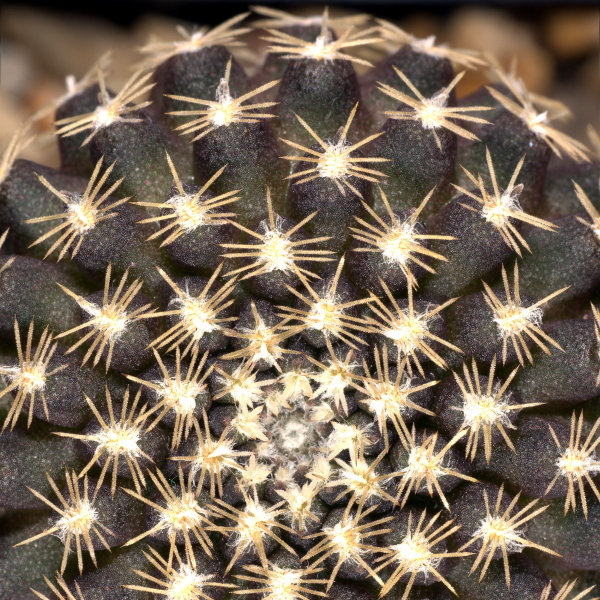